# Хисамутдинов, Усман Камалеевич
Усман Камалеевич Хисамутдинов (1917—1985) — советский работник сельского хозяйства, председатель колхоза имени Кирова Илекского района Оренбургской области, Герой Социалистического Труда (1966).

## Биография
Родился в 1917 году в селе Джамбейты Российской империи (ныне — село Жымпиты Сырымского района Западно-Казахстанской области Республики Казахстан) в крестьянской семье, татарин.
В 1933 году, после окончания школы, Усман начал работать в заготконторе потребительской кооперации Илекского района Оренбургской. В 1938 году был призван на службу в Красную армию, стал участником Великой Отечественной войны — в 1941—1942 годах сражался на Западном и Калининском фронтах. После тяжёлого ранения в 1942 году, вернулся домой в Илекский район. В 1942—1943 годах снова работал в заготконторе. Затем, будучи уже членом партии, стал заведующим военным отделом Илекского райкома ВКП(б), позже — заместителем районного уполномоченного Наркомата заготовок РСФСР.
С 1943 года и до ухода на пенсию, Усман Камалеевич работал председателем колхоза имени С. М. Кирова Илекского района Оренбургской области. Интересно, что в годы войны, когда был дефицит на лошадей, в 1944 году колхоз использовал для пахоты 204 быка, 13 верблюдов, 20 коров и 6 последних оставшихся лошадей. Впоследствии под руководством Хисамутдинова колхоз добился значительных успехов в увеличении производства и заготовок сельскохозяйственной продукции, превратился в многоотраслевое крепкое хозяйство. В период освоения целинных земель, колхоз в числе первых в районе стал получать устойчивые урожаи зерновых. Особенно успешным был 1974 год, когда было собрано по 21 и более центнеров зерновых с гектара. В девятой пятилетке колхоз завершил план по продаже хлеба государству за четыре года. Много было сделано его председателем по улучшению условий труда и быта колхозников, проживавших в селе Озёрки.
Кроме производственной, У. К. Хисамутдинов занимался общественной деятельностью — избирался депутатом Илекского районного Совета народных депутатов, был делегатом XXV съезда КПСС.
Умер в 1985 году. Похоронен в селе Озерки Илекского района.

## Награды
- Указом Президиума Верховного Совета СССР от 22 марта 1966 года за достигнутые успехи в развитии животноводства, увеличении производства и заготовок мяса, молока, яиц, шерсти и другой продукции Хисамутдинову Усману Камалеевичу было присвоено звание Героя Социалистического Труда с вручением ордена Ленина и золотой медали «Серп и Молот».
- Также был награждён орденами Октябрьской Революции, Отечественной войны 1-й степени[3], Трудового Красного Знамени и медалями.